# 1950 en chimie
Cet article présente les faits marquants de l'année 1950 en chimie.

## Évènements
- 27 janvier : dans un article envoyé au Journal of Biological Chemistry publié le 1er mars, Les chimistes américain Melvin Calvin, Andy Benson et James Bassham décrivent le mécanisme du cycle catalytique complet de la synthèse chlorophyllienne[1].
- 9 février : découverte du Californium (cf), élément chimique de numéro atomique 98. Il a été synthétisé à l'Université de Californie à Berkeley par les physiciens Stanley Gerald Thompson (en), Kenneth Street, Jr. (en), Albert Ghiorso, et Glenn T. Seaborg[2],[3],[4].
- 13 mai : dans un article publié dans Nature, le chimiste autrichien Erwin Chargaff énonce les deux règles qui montrent que dans l'ADN le nombre de guanines est le même que celui de cytosines et que le nombre d'adénines est égale à celui de thymines[5].
- 11 décembre : première synthèse de la chlorpromazine[6].

## Prix
- Prix Nobel de Chimie : Otto Paul Hermann Diels et Kurt Alder pour avoir découvert et développé la synthèse diénique[7].
- Médaille Garvan-Olin : Pauline Beery Mack[8]
- Prix Ernest-Guenther : A.J. Haagen-Smit[9]
- ACS Award in Pure Chemistry : Verner Schomaker[10]
- Médaille Priestley : Charles A. Kraus[11],[12]
- Médaille Davy : John Simonsen pour ses recherches remarquables sur la constitution des produits naturels, notamment les hydrocarbures végétaux et leurs dérivés[13],[14].
- Faraday Lectureship : George de Hevesy[15]
- Claude S. Hudson Award in Carbohydrate Chemistry : William B. Newkirk[16]
- Médaille William-H.-Nichols : Oskar Wintersteiner[17]

## Naissances
- 8 avril : Krzysztof Matyjaszewski, chimiste polonais.

- Janine Cossy, chimiste française.

## Décès
- 6 février[18] : Georges Imbert (né en 1884), ingénieur et chimiste français.

- 19 mars[19] : Walter Norman Haworth (né en 1883), chimiste britannique.
- 21 avril[20] : René-Maurice Gattefossé (né en 1881), chimiste français, un des pères fondateurs de l'aromathérapie contemporaine.

- 5 août[21] : Emil Abderhalden (né en 1877), biochimiste et physiologiste suisse.